# Certificación energética de edificios
Según la legislación europea, un certificado de la eficiencia energética de un edificio es un «certificado reconocido por un Estado miembro, o por una persona jurídica designada por este, en el que se indica la eficiencia energética de un edificio o unidad de este, calculada con arreglo a una metodología [...]».[cita requerida]

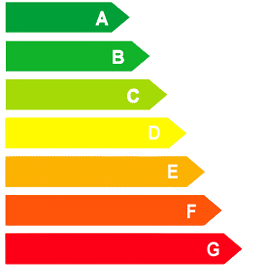
Certificación energética

## Conceptos básicos y método de cálculo
Es importante distinguir, en primer lugar, los términos calificación y certificación y certificado energéticos.
- Empezando por el final, el certificado es un documento, que da título a este artículo, suscrito por un técnico competente y que contiene tanto información sobre las características energéticas del edificio o unidad del edificio como su calificación energética.
- La certificación es el proceso que conduce a la expedición del certificado.
- Y la calificación es una medida de la eficiencia energética de un edificio o parte de él, que se mide mediante un método determinado y se expresa a través de una serie de indicadores energéticos. Esto da lugar a una nueva definición, la de la etiqueta que corresponde al distintivo de escala de letras y colores que se suele asociar con este proceso, y que en algunos edificios permanece a la vista del público.

Respecto al modo en que se calcula la calificación, nos referiremos ahora a los parámetros que se tienen en cuenta, mientras que expondremos las herramientas empleadas para aplicar dicha metodología más adelante. Antes es necesario, de nuevo, abordar una serie de definiciones.
- En primer lugar, la energía final consumida. Es el consumo que estamos acostumbrados a ver, por ejemplo, en una factura energética; es decir, la cantidad de energía suministrada al edificio o unidad del edificio (por ejemplo, un m³ de gas natural) que ha sido empleada por un sistema técnico (ej. una caldera de gas) para atender una determinada demanda energética (elevar la temperatura interior hasta un nivel de confort).
- A esta definición hemos de añadir la de energía primaria. Para suministrar una cantidad determinada de energía (final) al edificio o unidad del ejemplo anterior, es necesario que, desde la fuente inicial o primaria que empleamos para obtenerla, esta sufra una serie de transformaciones, que dan lugar a pérdidas. Por ejemplo, un m³ de gas natural contiene una determinada cantidad de energía, pero al quemarlo para producir electricidad, gran parte de esa energía se pierde en forma de calor en la propia central eléctrica, y otra se pierde trasladándola y transformándola a la tensión con la que finalmente se suministra, por poner algunos ejemplos. Por tanto, suministrar una unidad energética requiere de una cantidad adicional de energía que se pierde en procesos intermedios; la suma de ambas es la energía primaria consumida, que es la verdadera huella del consumo final antes descrito.
- Por otra parte hemos dicho que los sistemas técnicos realizan un consumo final de energía para atender una demanda energética dada. La demanda energética a cubrir por los servicios técnicos, es, como ya se ha dicho, la que permite mover un determinado parámetro hasta el nivel de confort.
  - En la calificación energética consideraremos los siguientes parámetros: la temperatura del aire (calefacción y refrigeración), la calidad del aire (ventilación), los niveles lumínicos (iluminación), y la temperatura del agua (producción de agua caliente sanitaria).
  - La demanda en cada momento depende de varios parámetros externos: la situación geográfica del edificio y su clima; las condiciones climatológicas del momento, o si es de día o de noche; o las sombras arrojadas por obstáculos como edificios, montañas o árboles, entre otros.
  - la geometría y características constructivas del edificio condicionarán la magnitud de la demanda para unas mismas condiciones externas. Por ejemplo, cuando en el exterior la temperatura está por debajo de la de confort (frío en invierno) dado que los ocupantes y equipos producen continuamente calor en el interior, la cantidad de aporte artificial (calefacción) dependerá de la velocidad a la que el edificio pierda dicho calor hacia el exterior, y que depende del aislamiento térmico de los elementos de su envolvente (como las fachadas, la cubierta, los suelos en contacto con el exterior, cámaras o el terreno etc). Estos elementos que influyen sobre el comportamiento energético del edificio, pero no transforman energía como lo haría un sistema técnico, se denominan sistemas pasivos.
  - Es importante resaltar que hablamos del "nivel de confort" cuando este es distinto según la edad, el género o la actividad desempeñada por las personas. Por otro lado, hemos indicado que las personas y los equipos del interior de la vivienda desprenden continuamente calor, sin embargo la ocupación y el modo de vida será distinto para cada inmueble. Por tanto, en ambos parámetros, estamos estableciendo unas condiciones "tipo" que nos permiten comparar entre sí los edificios sin tener en cuenta las particularidades de sus ocupantes; pero los resultados arrojados por el certificado pueden diferir por esta razón de las demandas, consumos y emisiones actuales.
- Hemos de señalar que la cantidad de energía final consumida por un sistema técnico no suele ser igual a la demanda energética que cubre. En general el consumo será mayor que la demanda atendida, y por tanto habrá pérdidas. La relación entre ambos parámetros es la eficiencia del aparato. Existen casos contados en que, sin embargo consideramos (aunque no sea cierto) que la demanda atendida es mayor, en unidades energéticas, a la energía final consumida. No es que no haya pérdidas, sino que existe una segunda fuente de energía gratuita que no contabilizamos dentro del consumo final. Es el caso de una [bomba de calor] en su aplicación más popular, los aparatos de aire acondicionado, es capaz en verano, gracias al aporte de energía eléctrica que recibe, de arrancar calor al ambiente interior y cedérselo al exterior, invirtiendo la dirección normal de esa trasferencia de calor, que sería del exterior (más caliente) al interior.
- Ahora bien, ¿cuáles son las emisiones de gases de efecto invernadero a la atmósfera consecuencia de cubrir las demandas de servicios energéticos del edificio (temperatura, ventilación, iluminación, agua caliente...) a través de sus sistemas técnicos (calefacción, climatizadores, ventiladores, termos, bombillas etc)?. Serán las emisiones vinculadas al suministro energético (calculadas para el consumo primario) aportado a dichos sistemas. Dado que la electricidad se produce a través de una mezcla de fuentes primarias y tecnologías de transformación, se publica periódicamente las emisiones asociadas a la unidad de electricidad en el "mix" español. Para otras fuentes primarias, como el gas natural o el propano, existen tablas normalizadas, incorporadas en los programas de cálculo.

### Sistema de cálculo de la calificación
Los técnicos tienen herramientas de cálculo que les permiten efectuar el certificado energético. A la hora de efectuar el certificado los técnicos valoran aspectos previos como el año de construcción del edificio, el tipo de inmueble, la ubicación geográfica del inmueble. Con estos datos previos, los programas de certificación energética tienen en consideración las condiciones climáticas del lugar en cuestión, sumado a las bases de datos que llevan incorporadas.
Una vez hecho esto, se facilitan una serie de parámetros fruto de la medición durante la visita al inmueble y en base a la normativa. Estos parámetros analizan la envolvente térmica (cerramientos, muros exteriores, suelo, ventanas), datos de las instalaciones térmicas del edificio y medidas de mejora.
Respecto a las condiciones de ocupación del edificio o unidad, no se tiene en consideración la realidad de las mismas. Los programas realizan el cálculo con unas condiciones de uso preestablecidas, de modo que los edificios sean comparables entre sí independientemente de quien los utilice.

## Marco regulatorio en España
La transposición de la referencia a la certificación en la Directiva de eficiencia energética en edificios del año 2002, se hizo a través del Real Decreto 47/2007, de 19 de enero, mediante el que se aprobó un Procedimiento básico para la certificación de eficiencia energética de edificios de nueva construcción, quedando pendiente de regulación, mediante otra disposición complementaria, la certificación energética de los edificios existentes.
Antes de que se regulara la certificación de edificios existentes tuvo lugar la aprobación del texto refundido de la Directiva de eficiencia energética en edificios de 2010, circunstancia que hace necesario transponer de nuevo al ordenamiento jurídico español las modificaciones que introduce con respecto a la Directiva modificada.
Si bien esta transposición podría realizarse mediante una nueva disposición que modificara el Real Decreto 47/2007, de 19 de enero, y que a la vez completara la transposición contemplando los edificios existentes, parece pertinente que, por economía administrativa, se realice mediante una única disposición que refundiendo lo válido de la norma de 2007, la derogue y complete, incorporando las novedades que incorpora la nueva directiva y amplíe su ámbito a todos los edificios, incluidos los existentes.
En consecuencia, mediante el Real Decreto 235/2013, de 5 de abril, por el que se aprueba el procedimiento básico para la certificación de la eficiencia energética de los edificios, se transpone parcialmente la Directiva 2010/31/UE del Parlamento Europeo y del Consejo, de 19 de mayo de 2010, en lo relativo a la certificación de eficiencia energética de edificios, refundiendo el Real Decreto 47/2007, de 19 de enero, con la incorporación del Procedimiento básico para la certificación de eficiencia energética de edificios existentes, teniendo en consideración además la experiencia de su aplicación en los últimos cinco años.
Muchos de los contenidos que se citan aparecen en un documento de aclaraciones publicado periódicamente y de forma acumulativa por el [Ministerio de Industria, Energía y Turismo]. A fin de no repetir la misma referencia al final de este capítulo, indicaremos simplemente que se trata de una "nota aclaratoria" cuando nos refiramos a contenidos del mismo.

### Documentos reconocidos
La legislación (art. 3 del procedimiento del RD 235/2013) prevé un registro de "documentos reconocidos"
Existen tres tipos de esos documentos:
a) Programas informáticos de calificación de eficiencia energética.
b) Especificaciones y guías técnicas o comentarios sobre la aplicación técnico-administrativa de la certificación de eficiencia energética.
c) Cualquier otro documento que facilite la aplicación de la certificación de eficiencia energética, excluidos los que se refieran a la utilización de un producto o sistema particular o bajo patente.
Los primeros, que son los que se emplean para calcular la calificación energética del edificio, se subdividen, a su vez, en dos:
- El procedimiento general, para el que se emplea la herramienta unificada LIDER-CALENER (HULC, versión 20151113). Para la introducción de los sistemas técnicos del edificio este programa da acceso a dos sub-aplicaciones, que se diferencian en la riqueza de parámetros que pueden introducirse en uno u otro: Calener VYP (viviendas y pequeño terciario) y Calener GT (para gran terciario).
- A la vez, es posible proponer a la administración la homologación de procedimientos simplificados, siguiendo las instrucciones de un documento reconocido publicado para este propósito. Desde enero de 2016 los documentos reconocidos son:

- El procedimiento simplificado para edificios existentes CE3, versión 2375.1015.
- El procedimiento simplificado para edificios existentes CE3X, versión 2.1.
- el procedimiento simplificado para vivienda nueva y existente CERMA versión 4.

Anteriormente estuvieron en vigor otros procedimientos:
- el procedimiento simplificado prescriptivo (en vez de un programa es una hoja de excel) CE2, eliminado en enero de 2015.

En el apartado sobre "características de los documentos reconocidos para calificación" de este artículo se tratan las características de cada uno de ellos.

### Contenido
El certificado de eficiencia energética del edificio o unidad del edificio debe contener como mínimo la siguiente información (según art. 6 del RD 235/2013):

#### Identificación del edificio, el certificador y el método y legislación aplicables
- Identificación del edificio o unidad del edificio que se certifica, incluyendo referencia catastral.
- Indicación del procedimiento reconocido utilizado para obtener la calificación de eficiencia energética. Esto es el "documento reconocido" (normalmente un programa informático) que ha utilizado el certificador.
- Indicación de la normativa sobre ahorro y eficiencia energética que le era de aplicación en el momento de su construcción, en el caso de los edificios existentes. En el caso español, no existen históricamente muchas.
- Cumplimento de los requisitos medioambientales exigidos a las instalaciones térmicas. El certificador deberá verificar que las instalaciones térmicas cumplen con la Instrucción Técnica 3 del Reglamento de Instalaciones Térmicas en los Edificios(aclaración 5.16)

#### Datos empleados para el cálculo
- Descripción de las características energéticas del edificio, envolvente térmica, instalaciones, condiciones normales de funcionamiento y ocupación, condiciones de confort térmico, lumínico, calidad de aire interior y demás datos utilizados para obtener la calificación de eficiencia energética del edificio.
- Descripción de las pruebas, comprobaciones e inspecciones llevadas a cabo, por el técnico certificador, durante la fase de calificación energética con la finalidad de establecer la conformidad de la información contenida en el certificado de eficiencia energética con el edificio.

#### Calificación Energética
- Calificación de eficiencia energética del edificio expresada mediante la etiqueta energética.

#### Recomendaciones de mejora e información adicional
- "Documento de recomendaciones para la mejora de los niveles óptimos o rentables de la eficiencia energética de un edificio o de una unidad de este, a menos que no exista ningún potencial razonable para una mejora de esa índole en comparación con los requisitos de eficiencia energética vigentes". Estas recomendaciones de mejora deben ser técnicamente viables en el edificio concreto que se certifica.
- Las recomendaciones incluidas en el certificado de eficiencia energética abordarán:

- "las medidas aplicadas en el marco de reformas importantes de la envolvente o de las instalaciones técnicas de un edificio". Por ejemplo, cambiar una caldera central en un edificio de vivienda colectiva, o aislar toda la fachada por el exterior.
- "las medidas relativas a elementos de un edificio, independientemente de la realización de reformas importantes de la envolvente o de las instalaciones técnicas de un edificio". Por ejemplo, cambiar las ventanas en una vivienda dentro de un edificio en bloque, cambiar una caldera individual de gas, o aislar por el interior la fachada.

- "Contendrá información dirigida al propietario o arrendatario sobre dónde obtener información más detallada, incluida información sobre la relación coste eficacia coste-eficacia de las recomendaciones formuladas en el certificado [...]". E "[...] informará de las actuaciones que se hayan de emprender para llevar a la práctica las recomendaciones".

#### Información opcional
- Se podrá incluir "[...]una estimación de los plazos de recuperación de la inversión o de la rentabilidad durante su ciclo de vida útil". La evaluación de esa relación se efectuará sobre la base de una serie de criterios estándares, tales como la evaluación del ahorro energético, los precios subyacentes de la energía y una previsión de costes preliminar.

- "Podrá facilitar al propietario o arrendatario información sobre otros temas conexos, como auditorías energéticas o incentivos de carácter financiero o de otro tipo y posibilidad de financiación".

### Cuándo debe obtenerse
El Real Decreto 235/2013 prevé tres situaciones en las que es obligatorio obtener el certificado (artículo 2):
- En edificios nuevos. Su certificación tendrá dos partes: la de proyecto, que se incluirá en el proyecto de ejecución, y la de edificio terminado, que confirmará los datos de la primera, debiendo modificarse, de no ser así, esta. (art. 8). El responsable de que se obtenga es el Promotor (agente de la edificación) o propietario (art. 5.1).
- En edificios existentes o partes de edificios existentes cuando se vendan, o alquilen a un nuevo arrendatario (por tanto no es aplicable en renovaciones). El responsable de que se obtenga es el propietario (art. 5.1).
- En edificios o partes de edificios ocupados por una autoridad pública, frecuentados por el público y con superficie superior a 250 m². La definición de autoridad pública (aclaración 3.1) es la del artículo 2 de la Ley 30/1992. El responsable es el propietario, ya esa un tercero, si la administración es arrendataria, o la propia administración, si es propietaria.

Además, la Ley de Rehabilitación, Regeneración y Renovación Urbanas introduce como parte del Informe de Evaluación de Edificios el certificado de eficiencia energética. Por tanto será obligatoria su obtención para los edificios existentes a los que corresponda disponer del Informe (ver disposición transitoria primera de la Ley). Estos son:
- Los que deben obtener el informe de acuerdo con el calendario establecido por las autoridades autonómicas o municipales. El mínimo establecido por la Ley estatal es cada diez años para edificios de más de 50 años de antigüedad (en los 5 años siguientes al que alcance esa edad), pero los niveles inferiores de la administración pueden introducir condiciones más restrictivas (en cuanto a los edificios afectados y la periodicidad).  Dado que la orientación de la ley respecto a los municipios que dispongan de Inspección Técnica de Edificaciones en funcionamiento es completar sus contenidos, lo más probable será que los calendarios y ámbitos de aplicación sean en esos municipios, los ya existentes (art. 9.2).
- Previamente a la solicitud de cualquier ayuda a la conservación, para la accesibilidad o para la rehabilitación energética del edificio.

#### Aclaraciones
- Solo se consideran alquiler los supuestos cubiertos por la Ley de Arrendamientos Urbanos (aclaración 2.1). No corresponde a un arrendamiento la provisión de espacios en hoteles, casas rurales o inmuebles para eventos (aclaración 2.2)
- Los locales comerciales en bruto no deben calificarse hasta su acondicionamiento (aclaración 2.8).La venta o alquiler de un local no implica cambio de uso, aunque sí puede ser aplicable el supuesto de "reforma importante".
- Ampliaciones: las notas aclaratorias (2.12) solo exigen calificar las ampliaciones cuando sean susceptibles de uso o titularidad jurídica independiente, bien calificándolas por separado o recalificando el edificio completo. Cuando no se den las condiciones citadas, dichas actuaciones son voluntarias.

#### Excepciones
Están exentos los siguientes edificios:
- Edificios y monumentos protegidos oficialmente por ser parte de un entorno declarado o en razón de su particular valor arquitectónico o histórico. Esto incluye, según las notas aclaratorias publicadas,[4] cualquier nivel de protección, incluso los establecidos por las autoridades municipales dentro de los planes urbanísticos. En general, los edificios de cierta antigüedad de los centros urbanos españoles estarán normalmente acogidos a esta exención. Para comprobarlo se debe acudir a los servicios de urbanismo municipales.
- Edificios o partes de edificios utilizados exclusivamente como lugares de culto y para actividades religiosas
- Construcciones provisionales con un plazo previsto de utilización igual o inferior a dos años
- Edificios industriales, de la defensa y agrícolas o partes de los mismos, en la parte destinada a talleres, procesos industriales, de la defensa y agrícolas no residenciales. Aunque se habla de edificios destinados a ese uso o partes de los mismos, las notas aclaratorias (2.15) indican que un local con esos usos dentro de un edificio con otro (por ejemplo un edificio de viviendas, que sí debe calificarse) está exento de calificación.
- Edificios o partes de edificios aislados con una superficie útil total inferior a 50 m². Las notas aclaratorias posteriores (que se incluyen en el apartado "referencias" de este artículo) especifican que la superficie citada se refiere al edificio completo, por lo que mientras el conjunto del edificio tenga más de 50 m² las unidades de menores a esa superficie sí deben calificarse. No obstante las mismas aclaraciones (nota 2.16) parecen indicar que cuando se trata de un edificio en que se combinan usos que deben certificarse con otros que no, los 50 m² afectan al uso certificable (por ejemplo las oficinas en una nave industrial, deben certificarse si superan ellas, no el conjunto del edificio, los 50 m²).
- Edificios que se compren para reformas importantes o demolición. El concepto de reforma importante procede de la Directiva de eficiencia energética en edificios y se traspone en el Código Técnico de la Edificación.
- Edificios o partes de edificios existentes de viviendas, cuyo uso sea inferior a cuatro meses al año, o bien durante un tiempo limitado al año y con un consumo previsto de energía inferior al 25 por ciento de lo que resultaría de su utilización durante todo el año. Para acogerse a esta exención es necesario contar con una declaración responsable firmada por el propietario de la vivienda. A falta de regulación autonómica, esta declaración responsable se entrega al notario en compra-venta, y se incluye en el contrato de alquiler cuando se trate de un arrendamiento (nota aclaratoria 5.12). Esto podría entrar parcialmente en contradicción con la nota aclaratoria 6.6 del mismo documento, en que se establece que dado que se desconoce el uso que vaya a dar el adquiriente al inmueble, sí se debe incluir la calificación energética en el anuncio de venta del inmueble.

#### Registro y custodia
El certificado de eficiencia energética del edificio debe:
- presentarse a la autoridad competente (normalmente autonómica). Para más información ver el apartado de registro, inspección y régimen sancionador.
- e incluirse en el libro del edificio (en los edificios en que la existencia de este es obligatoria) o estar en posesión del propietario o presidente de la comunidad de vecinos.

#### Validez y renovación
Los certificados obtenidos bajo la anterior legislación (RD 47/2007) siguen siendo válidos para el periodo inicialmente indicado.
El certificado tiene una validez máxima de 10 años y son las comunidades autónomas las responsables de regular la renovación o actualización, que en todo caso es responsabilidad del propietario. Este siempre podrá realizar la actualización citada (voluntariamente, no se establece una obligación) antes del plazo cuando las condiciones del edificio o unidad hayan cambiado (art.11).

### Cuándo debe presentarse o exhibirse

#### En el proceso de venta o alquiler
Esta cuestión viene regulada por el art. 14 del RD 235/2013 y por el artículo 83.3 de la Ley de Economía Sostenible.
- En obra nueva para alquiler o venta, se facilita el certificado de proyecto durante la construcción, y se expide el final una vez completada esta.

- En caso de compraventa de la totalidad o parte de un edificio existente, el certificado se entrega al adquiriente. Cuando sea arrendado se exhibe y se pone a disposición del arrendatario una copia del mismo.

- En todos los casos la etiqueta debe incluirse en toda la publicidad de venta o arrendamiento de edificios o partes de edificios, nuevos o existentes, indicando en el primer caso si se trata de la calificación de proyecto o de edificio terminado (art. 12).

Según la nota aclaratoria del Ministerio de Industria, Energía y Turismo 5.14. la compraventa por la que se debe entregar el certificado tiene lugar en el momento de la firma de las escrituras, no en el contrato de arras. En unidades de un edificio se puede emplear bien el certificado del edificio completo, o uno específico para esa unidad (aclaración 5.2). En anuncios de prensa es posible mencionar solo la letra para consumo y emisiones, y en los anuncios que se colocan en el exterior de edificios (como portales y balcones) y que solo contienen el teléfono de contacto no es necesario que aparezca la calificación (aclaración 6.2). En el caso de alquiler para vacaciones, no es necesario indicar la calificación, porque el edificio está exento (aclaración 6.6)

#### Exhibición permanente
- Solo cuando sea obligatorio disponer del certificado, los edificios o unidades de edificios de más de 500 m² frecuentados por el público deben exhibir la etiqueta.
- Los edificios o unidades ocupados por autoridades públicas y frecuentados habitualmente por el público mayores de 250 m² (que ya están de por sí obligados a disponer de certificado) deben exhibir la etiqueta.

### Técnicos Competentes
El artículo 1.3 apartado p y art. 7 y 8 del Procedimiento, contenido en el Real Decreto 235/2013 no acota los profesionales habilitados para la certificación de edificios. Sí lo hace una nota aclaratoria posterior del Ministerio de Industria, Energía y Turismo en la que se relacionan un gran número de titulaciones de ingeniería e ingeniería técnica, incluso no vinculadas en ningún modo a la edificación, así como la licenciatura en química. No obstante esta aclaración se hace pendiente de una Orden Ministerial que en el momento de redacción de este párrafo (agosto de 2014) no se ha publicado. Todos los documentos del certificado deben estar firmados por el mismo técnico.
Las comunidades autónomas pueden publicar registros de técnicos habilitados y empresas (Disposición Transitoria Tercera del RD 235/2013)

### Registro e información pública
Los certificados se registran ante las Comunidades autónomas (art. 5.6 del RD 235/2013).Esta información es pública y no existe posibilidad de que los interesados soliciten a la Administración que deje de ser pública(aclaración 5.7).

#### Dónde registrar los certificados energéticos
- En Aragón, el certificado energético se debe registrar en un registro que la DGA ha creado para dicho fin, que se puede encontrar en la web https://aplicaciones.aragon.es/regcee/
- Para registrar el certificado energético en Navarra, deberás visitar la siguiente página: https://www.navarra.es/home_es/Servicios/ficha/3214/Registro-de-Certificados-de-Eficiencia-Energetica-de-Edificios
- Para la tramitación del registro del certificado energético en Andalucía, lo puedes hacer tanto presencialemente como por internet. https://www.juntadeandalucia.es/servicios/procedimientos/detalle/1807/como-solicitar.html
- El registro del certificado energético en el País Vasco, lo deberás realizar a través de la siguiente url: https://www.euskadi.eus/certificado-eficiencia-energetica/web01-a2indust/es/
- Para la descarga de la etiqueta del certificado energético previamente registrado y tramitado por el organismo competente deberás ir a esta web: https://gestiona3.madrid.org/reee_etiqueta/showBuscadorEtiqueta.jsf

### Inspección y régimen sancionador
Las CCAA deben realizar anualmente un control sobre una parte de los certificados registrados, directamente o a través de agentes en lo que deleguen esa responsabilidad (art. 9 del RD 235/2013). Si se detectan discrepancias, se notifican al promotor o propietario ofreciendo un plazo para la subsanación o alegaciones.
Aunque el artículo 18 del RD 235/2013 está dedicado a infracciones y sanciones, el grueso de la regulación en este sentido viene dado por la Ley 8/2013 de Rehabilitación, Regeneración y Renovación Urbanas, Disposiciones adicionales tercera y cuarta.
La cuantía de las sanciones oscila entre:
- los 300-600 euros de las leves, que se aplican a situaciones como: publicitar venta o alquiler de edificios sin mencionar el certificado; no exhibir la etiqueta cuando resulte obligatorio; omitir información obligatoria en el certificado; no renovar o actualizar el certificado cuando corresponda; no incorporar el certificado de edificio terminado al libro del edificio; no cumplir las condiciones de formato para la exhibición de la etiqueta.
- los 601 a 1.000 euros de las graves. Incumplir condiciones del método de cálculo; no registrar el certificado; no incorporarlo al proyecto de ejecución del edificio en el caso de obra nueva; exhibir una etiqueta que no corresponda con el certificado obtenido; o vender o alquilar sin entrega de un certificado válido y registrado.
- hasta los 1.001 - 6.000 euros de las muy graves. Por ejemplo falsear el contenido del certificado; actuar como certificador o como agente de control de certificados sin contar con los requisitos o estar autorizado respectivamente; o publicitar una calificación para la que no se disponga de un certificado.

Además se incluyen ciertos modificadores por reincidencia.